# 漸尖海星介
漸尖海星介（学名：Pontocypris attenuata）为海星介科海星介屬下的一个种。